# 부천삼정초등학교
부천삼정초등학교(富川三井初等學校)는 대한민국 경기도 부천시 오정구에 있는 공립 초등학교이다.

## 연혁
- 1982년 11월 1일 : 개교